# 元城県
元城県（げんじょう-けん）は中華人民共和国河北省にかつて存在した県。現在の邯鄲市大名県北東部に相当する。
前漢により設置される。五代十国時代になると後唐により唐興県と改称されたが、後晋により元城県に戻された。1913年（民国2年）、中華民国により廃止となり、管轄区域は大名県に統合された。